# Ингомбе Иледе
Ингомбе Иледе је археолошко налазиште које се налази на брду близу спајања река Замбези и Луситу, у близини града Сиавонге, у Замбији.  Ингомбе Иледе, што значи "крава која спава", добило је име по дрвету баобаба које делимично лежи на земљи и из даљине подсећа на краву која спава.  Сматра се да је ово место било мала комерцијална држава око 16. века чији је главни предмет трговине била со. На Ингомбе Иледе су стизала разна добра из залеђа јужне централне Африке, као што су бакар, робови, злато и слоновача. Они су размењивани за стаклене перле, тканине, шкољке каури из трговине Индијским океаном.  Статус Ингомбе Иледеа као трговачког центра који је повезивао различита места у јужној централној Африци учинио га је веома важним археолошким налазиштем у региону.

## Ископавања
Локалитет су 1960. године открили владини радници Северне Родезије, а ископао га је археолог Ј.Х. Чаплин, инспектор Комисије Северне Родезије за очување националних и историјских споменика и реликвија.  Чаплин је извршио истраживање јаме која се налази на западној страни локалитета. У јами су се налазили археолошки предмети попут бакарних наруквица, бакарних крстова, бакарних валутних шипки и златних огрлица од перли. Ово подручје је касније названо гробница 1. Друго откриће састојало се од гробница 2 и 3 на јужном крају локалитета, које су ископали Ј.Х. Чаплин и Б.В. Андерсон око подручја акумулације. На локацији је нађено гвоздено оруђе које је лежало код ногу људских остатака.  Влада је још мало проширила подручје локалитета, а проширење је дало још два људска остатка. Даља ископавања су обављена 1962. године када је Одељење за воде одлучило да укључи још једну акумулацију за воду на западној страни првобитне акумулације како би се максимално повећало снабдевање водом у области око Ингомбе Иледеа. Ово проширење довело је до открића 30 људских остатака међу којима су 22 бебе. У овим гробовима је било веома мало робе. 

## Гробнице
Чаплин и госпођа Андерсон су открили више од 48 гробница у Ингомбе Иледеу између периода 1960-1962. Ови гробови су садржавали разне гробне прилоге. Роба се кретала од орнаментисаних предмета као што су стаклене перле, бакарне наруквице до церемонијалних предмета као што су гонгови и мотике, који су били симболи поглавице и утилитарних предмета као што су клешта, плоче за извлачење жице, главе чекића и бакарне бритве.  Ови гробови су пронађени на две локације, у централном делу акумулације који је садржао 14 гробница, док су 34 гробнице биле лоциране на јужној ивици Ингомбе Иледеа.

## Датирање
Најранији покушаји датирања Ингомбе Иледеа датирају заузимање овог локалитета од 7. до 11. века. Ови датуми потичу из узорака дрвеног угља добијених из тешко оштећеног садржаја који је ископао Чаплин 1960.  Филипсон и Фаган су пријавили и ревидирали ове датуме након њиховог пробног ископавања 1968. у близини раније ископаних богатих гробница.  Новодобијени датуми сугеришу да је у 14.-15. веку у близини гробница било насеље, а Филипсон и Фаган су тврдили да је то можда било друго, можда краће насељавање тог места. Закључили су да њихови нови датуми не искључују могућност ранијег настањивања у каснијем првом миленијуму нове ере, након чега је уследило напуштање, а затим поновно насељавање у 14. веку. Међутим, недавно испитивање локалитета коришћењем платна добијеног из локација 3 и 8 датирало их је од средине 15. до средине 17. века, а највероватније су из 16. века.  Када се ови резултати узму у обзир заједно са упоређивањем материјалне културе са другим локалитетима у региону, Мекинтош и Фаган закључују да постоје јаки докази да трговина у Ингомбе Иледеу није вршена пре касног 15. века, што сугерише да би се будућа истраживања требало фокусирати на улогу Ингомбе Иледе у 16. веку. 

## Социјално раслојавање
Друштвени статус народа Ингомбе Иледеа одређиван је на основу садржаја гробница.  Гробнице са орнаментима су вероватно биле за имућне људе, као што су трговци, док су гробови без украса вероватно припадали робовима или мање имућним.  На пример, неке гробнице које су садржале алатке за израду метала, као што су оне које су се користиле за извлачење бакарне жице, биле су повезане са занатлијама везаним за метале, за које се сматрало да су високог друштвеног статуса. Такође је било доказа о хијерархији у Ингомбе Иледеу; на пример, гробница 8 је садржала гвоздени гонг са прирубницом, традиционални симбол поглаварства који је личио на оне пронађене међу прецима људи из ДР Конга. 

## Трговина
Централна локација Ингомбе Иледеа дала му је најбољу позицију као транзитна тачка за унутрашње трговачке руте од Великог Зимбабвеа, Бакарног појаса и Катанге до обале Индијског океана.  Предмети трговине са Индијског океана укључивали су: стаклене перле, перле од шкољки, шкољке каурија и тканине, док су предмети који су долазили са трговачког пута ка Индијском океану укључивали; слоновачу, робове, со и злато. Ова централна позиција је такође створила сличну предност за трговце који су долазили из Катанге и Бакарног појаса који су трговали бакром у облику бакарних ингота. Ингомбе Иледе је постао централна тачка где су трговци из различитих места у јужно-централној Африци долазили да размењују артикле. На пример, олакшала је трансакцију бакра из Катанге у ДР Конгу, Бакарног појаса у Замбији и Хурунгвеа у Зимбабвеу. 

## Роба

### Стаклене перле
Трговина стакленим перлама у јужној централној Африци има дугу историју која сеже још од 8. до 17. века; међутим, стаклене перле су стигле у Ингомбе Иледе тек средином 15. и средином 17. века.  Хемијска анализа урађена на перлама Ингомбе коришћењем  масене спектрометрије показује да стаклене перле у Ингомбе Иледеу припадају серији Ками из трговинске зоне Индијског океана и да су се вероватно нашле у Ингомбе Иледеу путем трговине. Перле су се разликовале од других перли пронађених у јужно-централној Африци као што је Мапунгубве на основу елемената у траговима који се налазе у перлама. Ками перле, на пример, садржале су високе нивое магнезијум оксида. Хемијска анализа је помогла да се лоцирају неке раније недатиране гробнице у Ингомбе Иледеу. Неке од гробница које су садржале перле серије Ками су 3,8,10,25 и 31.
Неке гробнице у Ингомбе Иледеу садржале су перле које су по хемијском садржају повезане са северозападним Зимбабвеом.  Оне су садржале биљни пепео у траговима. Ове перле датирају из 14. века. Друга места која хронолошки лоцирају Ингомбе Иледе су: Манкхамба у Малавију из средине 16. и почетка 17. и Хламба Млонга у источном Зимбабвеу, које датира од 10. до 15. века. Друго место које хронолошки лоцира Ингомбе Иледе је Исаму Пати, који се налази 300 км од локалитета Ингомбе Иледе. Локалитет је садржао серију Ками перли које су датоване отприлике у 13. до 14. век. Ови датуми добијени из различитих врста перли пронађених на различитим локацијама у јужној централној Африци показују дугу историју трговине стакленим перлама у овом делу Африке која се протезала од 10. до 17. века.

### Бакарни блокови
Инготи бакра коришћени су као средство размене још од 1000. године нове ере у јужној централној Африци.  Инготи у Ингомбе Иледеу долазили су са разних места преко унутрашњих трговачких путева и били су обликовани у облику крстова. Инготи бакра су диференцирани по свом облику.  Облик бакарних ингота је такође био добар показатељ хронологије за Ингомбе Иледе. На пример, инготи бакра из Бакарног појаса били су сличног облика са онима који су долазили из Катанге; оба су била са прирубницама и датована су у 14. век.  С друге стране, бакарни инготи из Хурунгвеа су датирани у 16. век.  Ови бакарни инготи су имали сличан облик са онима из области Бакарног појаса и Катанге, што показује да се трговина бакром међу овим налазиштима у унутрашњости наставила од 14. до 16. века. Велики Зимбабве је имао другачији облик бакарних ингота - несавијене и датоване су у много ранији датум из 13. века. Упркос томе што је бакар примарни трговински артикал у јужно-централној трговини, људи у Ингомбе Иледеу користили су бакар за производњу домаћих украса, као што су бакарне наруквице, пронађене у већини богатих гробова на том месту. Производња бакарних наруквица је очигледна у алатима за извлачење жице и снопу фине жице за прављење бакарних наруквица откривених у неким од богатих гробова у Ингомбе Иледеу. 

### Текстил
Тканина у Ингомбе Иледеу састоји се од две врсте: локално израђене, грубе тканине и фино ткане увезене тканине, за које се сматра да су индијског порекла. Груби материјал је садржавао неке шаре уредно уткане у тканину.  На локалитету су откривени вретенасти калемови направљени од сломљених комада грнчарије и перфорирани оштрим металним предметом како би се подржала локална производња грубог платна.

## Керамика
Керамика је била добар извор хронологије за већину археолошких налазишта у Африци и широм света. Особине попут декоративних мотива и облика посуда коришћене су за позиционирање керамике у одређене временске периоде. Облик керамике је такође коришћен за означавање функције посуда. Ингомбе Иледе је садржао велики број керамичких уломака који су реконструисани у комплетне посуде различитих величина и облика. Ове посуде су вероватно коришћене у домаћинству или као трговачки предмети. Археолози су пронашли алате који сугеришу на производњу грнчарије, као што су камени алати који се користе за брушење површина посуда пре него што се пеку. На локалитету су биле присутне и шкољке које су се користиле за глачање зидова грнчарије током фазе обликовања. Глина за грнчарију је вероватно добијена из реке Луситу.  Грнчари су можда пекли грнчарију на отвореном простору због неуједначене боје на површини керамике. Керамика у Ингомбе Иледеу играла је суштинску улогу у позиционирању хронологије гробница на локалитету. Хронологија грнчарије урађена је коришћењем украсних мотива и облика посуда. Ови су деловали као временски маркери који су помогли истраживачима да хронолошки лоцирају Ингомбе Иледе. На пример, керамика са најранијих нивоа у Ингомбеу била је повезана са културама Кангила и Себанзи. 

## Пољопривреда
Докази о пољопривредној делатности, који су откривени у Ингомбе Иледеу, били су угљенисани сирак и просо који су пронађени на локалитету.  На локалитету су такође пронађени индиректни докази, као што је отисак листа сирка на лонцу. Осим тога, неки гробови су садржавали гвоздене мотике и секире које су упућивале на земљорадњу.  Они су се диференцирали на функционална оруђа и церемонијална оруђа на основу количине истрошености површина.  Мотике и секире које су се користиле за пољопривреду биле су јако истрошене у поређењу са церемонијалним оруђем.

## Животињски остаци
На локалитету је било минималних доказа који указују на припитомљавање животиња. Међу минималним доказима пронађеним на локалитету била је фрагментована доња чељуст вола са максилом и роговима.  Остатак фауничног материјала припадао је дивљим животињама, у распону од малих сисара попут пацова до великих сисара попут слонова, при чему су се други ловили због слоноваче и меса.